# Sulaiman Badrul Alam Shah di Johor
Paduka Sri Sultan Sulaiman Badr ul-'Alam Shah Khalifat ul-Muminim ibni al-Marhum Sultan 'Abdu'l Jalil Ri'ayat Shah (11 novembre 1699 – Riau, 20 agosto 1760) è stato sultano di Johor dal 1721 al 1760.

## Primi anni di vita
Sulaiman Badrul Alam Shah di Johor, conosciuto come Raja Sulaiman prima della sua ascesa al trono, nacque l'11 novembre 1699 ed era il quinto figlio del sultano Abdul Jalil Shah IV. Sua madre era Che Nusamah. Venne educato privatamente. Nel 1712 venne nominato governatore del Pahang, dopo essersi ribellato contro suo zio, lo Yang di-Pertuan Muda. Il 28 dicembre 1715 venne nominato erede apparente del padre.
Nel 1718 il nuovo sovrano Raja Kecil lo privò di tutti i titoli. Dopo l'assassinio di suo padre, avvenuto nel 1721 venne fatto prigioniero dalle forze del Minangkabau insieme alla sorella, Tengku Tengah. Entrambi furono fatti servi del nuovo sovrano, uno portava il suo kris, l'altro la sua scatola di betel.

## Regno
Raja Sulaiman ottenne la corona con l'aiuto dei principi bugis che deposero Raja Kecil nel 1722. Il 4 ottobre dello stesso anno fu incoronato a Riau con il titolo di Paduka Sri Sultan Sulaiman Badr-ul'Alam Shah Khalifat ul-Muminim. Sulaiman Shah ebbe poca influenza reale nell'amministrazione del suo stato. Mentre i bugis gli permisero di mantenere la supremazia nominale, introdussero e mantennero per loro la carica di Yamtuan Muda, vero detentore del potere reale.
L'influenza dei bugis era così dominante che il sultano scrisse al governatore della Malacca olandese di essere salvato da loro, senza alcun risultato. Il dominio del popolo bugis sul Johor rimase incontrastato per decenni.
Si sposò diverse volte ed ebbe ventotto figli, diciotto maschi e dieci femmine.
Sulaiman Shah morì a Riau il 20 agosto 1760 e fu sepolto a Batangan. Gli succedette il sesto figlio, Tengku 'Abdu'l Jalil.